# Свято-Успенський храм (Павлоград)
48°32′27″ пн. ш. 35°52′27″ сх. д. / 48.540908333333° пн. ш. 35.874183333333° сх. д.
Свято-Успенський храм — храм Павлоградського благочиння Дніпропетровська єпархія УПЦ (МП), що розташоване у Павлограді Дніпропетровської області. Храм є пам'яткою архітектури місцевого значення охоронний номер № 177.
Свято-Успенський храм вважається найстарішим у Павлограді.
Адреса храму: Дніпропетровська область, Павлоград, Харківська вулиця, 19.

## Історія
Кам'яний Свято-Успенський храм Павлограда було зведено у 1896 році на пожертвування мешканців міста біля міського кладовища.
Першим настоятелем храму був священик Олександр Медведков, а першим старостою — почесний громадянин міста Василь Гнатович Рибников.
У 1930-ті роки Свято-Успенський храм було закрито й переобладнано під зерносховище.
За німецько-радянської війни Свято-Успенський храм було відкрито і в ньому відновили службу.
У 1960-і роки у Свято-Успенському храмі Павлограда з'явилися перші ескізи, а закінчили розпис до 1996 року.
З 1987 року настоятелем храму призначений протоієрей Валентин Цешковський.
З 1990 року при храмі діє Недільна школа для дітей на честь святої рівноапостольної Ніни.

## Мощі у храмі
У Свято-Успенському храмі Павлограда зберігаються святині:
- частинки мощей святителя Філарета Московського,
- частинки мощей святителя Феодосія Чернігівського,
- частинки мощей преподібних Отців Оптинських,
- частинки мощей Преподібного Йони Київського,
- частинки мощей Преподібного Лаврентія Чернігівського,
- частинки мощей святої великомучениці Варвари